# رنو ۴پی
رنو ۴پی (به انگلیسی: Renault 4P) یک موتور هواگرد ساختِ کارخانهٔ رنو در کشور فرانسه است.